# Predone Mascherato
Il Predone Mascherato (Masked Marauder), tradotto in italiano anche come Marauder, il cui vero nome è Frank Farnum, è un personaggio dei fumetti creato da Stan Lee (testi) e John Romita Sr. (disegni), pubblicato dalla Marvel Comics. È un supercriminale apparso per la prima volta in Daredevil n. 16 (maggio 1966).

## Biografia del personaggio
Il Predone Mascherato è uno scienziato criminale, inventore di un raggio ottico in grado di rendere temporaneamente cieco chi colpisce. Nella sua identità civile è l'amministratore dello stabile in cui si trova la "Nelson & Murdock avvocati".
La sua prima sortita lo vede attaccare il palazzo della World Motors per rubare il progetto XB-390, un nuovo motore auto. Questo piano va a monte grazie all'interferenza di Devil e dell'Uomo Ragno.
Successivamente si unisce al Gladiatore nel tentativo di entrare nell'organizzazione mafiosa nota come Maggia. Per provare la sua bravura è costretto a battersi con Devil. Costruisce per questo l'androide Tri-Man, che viene però distrutto dal giustiziere cieco.
Si allea poi con Stilt-Man nel tentativo di scoprire la vera identità di Devil. Per questo rapisce Foggy Nelson e Karen Page e li porta su un elicottero equipaggiato con un campo di forza. Nella lotta con l'"uomo senza paura" entra in contatto col campo, che apparentemente lo disintegra.
Ritroviamo il Predone alcuni anni dopo a Detroit (viene rivelato che il campo di forza funzionava in realtà da teletrasporto), dove cerca di rubare uno space shuttle progettato dal miliardario Tony Stark. Viene naturalmente sconfitto da Iron Man.
Sempre Iron Man, affiancato da Licantropus, sventa il suo piano successivo, la creazione di un androide potenziato con le energie di tre animali.
La sua successiva apparizione lo vede a capo del Maggia. Ricatta New York utilizzando un bombdroide su cui ha installatto una bomba atomica, ma viene fortunatamente fermato da Devil e da un temporaneamente cieco Uomo Ragno.
Ricompare al funerale di Stilt-Man, dove viene avvelenato dal Punitore.